# Тулукян, Йерам
Йерам Саркис Тулукян (англ. Yeram Sarkis Touloukian; 28 декабря 1920, Стамбул, Османская империя — 12 июня 1981, Бетесда, Монтгомери, Мэриленд, США) — американский учёный-инженер, доктор философии, профессор, основатель Центра исследований термофизических свойств Университета Пердью. Пионер в исследовании современной теплопроводности. Его работы по термофизическим свойствам сыграли важную роль в формировании самостоятельной области. 
В его честь названа престижная премия Yeram S. Touloukian Award. Он был членом многочисленных научных обществ, комитетов и комиссий, включая Национальную академию наук, Американское общество инженеров-механиков.

## Биография
Тулукян родился 28 декабря 1920 года в семье Саркиса Агопа и Заруи Ферадян-Тулукян. Он получил степень бакалавра наук (1939) в Роберт-колледже, степень магистра наук (1941) в Массачусетском технологическом институте и степень доктора философии (1946) в Университете Пердью.

### Премия Yeram S. Touloukian Award
Премия Тулукяна — это награда, учрежденная в 1997 году, за достижения Американского общества инженеров-механиков (ASME). На эту награду могут претендовать выдающиеся исследователи из всех стран. Награда, присуждаемая в честь профессора Йерама Тулукяна, который установил высокий стандарт качества в международно признанных исследованиях в Университете Пердью, вручается раз в три года на Симпозиуме по термофизическим свойствам.

## Семья
Он женился на Арсиле Стамбулян 8 августа 1948 года. У них было двое детей: Джеймс Саркис и Эйлин Забелл.